# Дильман, Татьяна Куновна
Татьяна Куновна (Александровна) Дильман (7 октября 1902 — 22 апреля 1961) — советский химик-органик, первый директор ВНИИСНДВ, лауреат Сталинской премии.
В 1930-е гг. работала в научно-исследовательской лаборатории экспериментального завода треста Главпарфюмер (Ленинград), с 1944 завлаб.
С 1945 г. первый директор Всесоюзного научно-исследовательского института синтетических и натуральных душистых веществ (ВНИИСНДВ).
Лауреат Сталинской премии 1949 года — за разработку и внедрение в производство новых методов синтеза душистых веществ.
Похоронена на Востряковском еврейском кладбище.
Публикации:
- Химия и технология душистых веществ / В. Н. Белов, Т. А. Дильман, Н. Г. Крохин и др. ; Под общ. ред. акад. В. М. Родионова. — Москва : Гизлегпищепром, 1953. — 300 с. : ил.; 23 см.
- Синтезы душистых веществ: Сб. статей : 1927—1939 г. г. / [Отв. ред. Т. А. Дильман]; НКПП СССР, Главпарфюмер, Н.-и. лаборатория Эксперим. завода. — Москва ; Ленинград : Пищепромиздат, 1939 (Ленинград). — 320 с. : черт.; 22 см.